# R級駆逐艦 (2代)
R級駆逐艦（英語: R-class destroyer）はイギリス海軍の駆逐艦の艦級。1940年度戦時緊急予算に基づく第4次戦時急造艦隊として8隻が建造され、1942年から1943年にかけて順次に就役した。全艦が第二次世界大戦を戦い抜いたのち、3隻がインド海軍に売却されたほか、4隻は15型フリゲートに改装され、水中高速潜時代の対潜戦を担うこととなった。

## 来歴
第二次世界大戦の勃発を受けてイギリス海軍は戦時緊急計画を発動し、駆逐艦の急造に着手した。まず、1940-1年度計画で建造を予定していた中間的駆逐艦（J級に準じた設計）の建造を前倒しして、O級・P級が建造された。その後、新しい戦時要求の反映や急造に適した設計への変更を図った新しい設計案が作成され、第3次戦時緊急計画に基づき、1940年1月3日にQ級として発注された。そして3月27日、第4次戦時緊急計画艦も同じ設計を採用することとなり、これによって発注されたのが本級である。
しかし5月のナチス・ドイツのフランス侵攻を受けて情勢は更に急迫しており、ドイツ軍によるイギリス本土侵攻すら懸念される状況となった。ノルウェーおよびダンケルク撤退作戦において損傷を受けた艦の修理に各造船所が忙殺されたこともあり、5月20日の会合で、1940年中に竣工できない艦の建造を棚上げすることが決定され、本級とブラックスワン級スループの一部が対象となった。バトル・オブ・ブリテンの戦況好転を受けて、9月9日、建造中断は解除された。

## 設計
上記の経緯から設計はQ級とほぼ同様であり、J級以来の単煙突・船首楼型という船型のほか、Q級で導入された燃料搭載量の増大や復原性の改善、艦尾のトランサム・スターンも踏襲された。ただし本級では、熱帯海域での活動を考慮した艤装がなされている。
機関もQ級と同様で、アドミラルティ式3胴型水管ボイラー（蒸気圧力300 lbf/in2 (21 kgf/cm2)、温度332.2℃）、パーソンズ式オール・ギヤード・タービンによる2軸推進、出力40,000馬力である。

## 装備
装備もQ級と同様、中間的駆逐艦（O級・P級）の構成が踏襲されており、艦砲としては45口径12cm砲（QF 4.7インチ砲Mk.IX）4基を搭載した。射撃指揮装置はQ級と同様で、対空用には285型レーダーを備えたMk.II(W)方位盤とFKC射撃盤、対水上用には基線長3.66メートルの測距儀を備えたDCT方位盤とAFCC射撃盤が用いられていた。
当初計画では、これに加えて45口径10.2cm単装高角砲（QF 4インチ砲Mk.V）の搭載も予定されていたが、急降下爆撃機への有効性が疑問視されるようになったことから装備されず、対空兵器として39口径40mm4連装機銃（QF 2ポンド・ポンポン砲）と70口径20mm機銃6基、対艦兵器として21インチ4連装魚雷発射管2基を搭載して竣工した。また後にポンポン砲や後部魚雷発射管を撤去して、56口径40mm単装機銃や70口径20mm機銃の増備が行われた。
なお本級では、竣工時から早期警戒用の290型レーダーが搭載されていたほか、1944年、「ロケット」など4隻を対象として、探照灯台上にラティス構造の後檣を設け、目標捕捉用の272型レーダーが搭載された。

## 同型艦
本級は戦没艦が無く、戦後3隻をインドに売却。リレントレスなど4隻は1951年～53年にかけてタイプ15改造を受けて高速フリゲートに転用された。
| イギリス海軍 | イギリス海軍                   | イギリス海軍        | イギリス海軍    | イギリス海軍                             | 退役/再就役後                            | 退役/再就役後                            | 退役/再就役後                            | 退役/再就役後                            | 退役/再就役後                            | 退役/再就役後                            |
| #            | 艦名                           | 造船所              | 就役            | 退役                                     | 再就役先                                 | #                                        | 艦名                                     | 再就役                                   | 退役                                     | その後                                   |
| ------------ | ------------------------------ | ------------------- | --------------- | ---------------------------------------- | ---------------------------------------- | ---------------------------------------- | ---------------------------------------- | ---------------------------------------- | ---------------------------------------- | ---------------------------------------- |
| H09          | ロザラム HMS Rotherham ※嚮導艦 | ジョン・ブラウン    | 1942年 8月      | 1948年                                   | インド海軍                               | D141                                     | ラージプート INS Rajput                  | 1949年 7月27日                           | 1976年                                   | 解体                                     |
| H11          | レースホース HMS Racehorse     | ジョン・ブラウン    | 1942年 10月30日 | 1946年に予備役編入。1949年に退役後解体。 | 1946年に予備役編入。1949年に退役後解体。 | 1946年に予備役編入。1949年に退役後解体。 | 1946年に予備役編入。1949年に退役後解体。 | 1946年に予備役編入。1949年に退役後解体。 | 1946年に予備役編入。1949年に退役後解体。 | 1946年に予備役編入。1949年に退役後解体。 |
| H15          | レイダー HMS Raider            | キャメル・ レアード | 1942年 11月15日 | 1948年                                   | インド海軍                               | D115                                     | ラーナ INS Rana                          | 1949年                                   | 1976年                                   | 解体                                     |
| H32          | ラピッド HMS Rapid             | キャメル・ レアード | 1943年 2月20日  | 1951年6月より、 15型フリゲートへ改修     | 1951年6月より、 15型フリゲートへ改修     | F138                                     | 艦名変更なし                             | 1953年 10月                              | 1965年                                   | 1981年、実艦標的として撃沈。             |
| H41          | リダウト HMS Redoubt           | ジョン・ブラウン    | 1942年 10月1日  | 1949年                                   | インド海軍                               | D209                                     | ランジート INS Ranjit                    | 1949年                                   | 1979年                                   | 解体                                     |
| H85          | リレントレス HMS Relentless    | ジョン・ブラウン    | 1942年 11月30日 | 1947年11月より、 15型フリゲートへ改修    | 1947年11月より、 15型フリゲートへ改修    | F185                                     | 艦名変更なし                             | 1952年                                   | 1965年 8月                               | 解体                                     |
| H92          | ロケット HMS Rocket            | スコッツ            | 1943年 8月4日   | 1949年より、 15型フリゲートへ改修        | 1949年より、 15型フリゲートへ改修        | F191                                     | 艦名変更なし                             | 1951年                                   | 1962年 5月                               | 解体                                     |
| H95          | ローバック HMS Roebuck         | スコッツ            | 1943年 6月10日  | 1952年より、 15型フリゲートへ改修        | 1952年より、 15型フリゲートへ改修        | F195                                     | 艦名変更なし                             | 1953年 5月                               | 1962年                                   | 解体                                     |

### ラージプート級駆逐艦
戦後、独立間もないインドへ売却された3隻はラージプート級駆逐艦とも称された。第三次印パ戦争に参戦の後1970年代後半には全艦退役した。本級の後継としてインド海軍が新たに導入したラージプート級駆逐艦は、ソビエト連邦海軍の61型大型対潜艦（カシン型駆逐艦）を基に、インド海軍独自の運用要求を加味して設計された改良型で、ソビエト連邦において5隻が建造された。